# Pastizz
Pastizz (l. mn. pastizzi) – tradycyjne pieczywo z Malty. Pastizzi zwykle mają nadzienie z ricotty (tal-ħaxu, pastizzi tal-irkotta, ciasto z serem) lub groszku z curry (pastizzi tal-piżelli, ciasto groszkowe). Pastizzi to popularna i dobrze znana, tradycyjna potrawa maltańska. Nie należy go mylić z włoskim pastizz, lepiej znanym jako u’ pastizz ’rtunnar.

## Przygotowanie

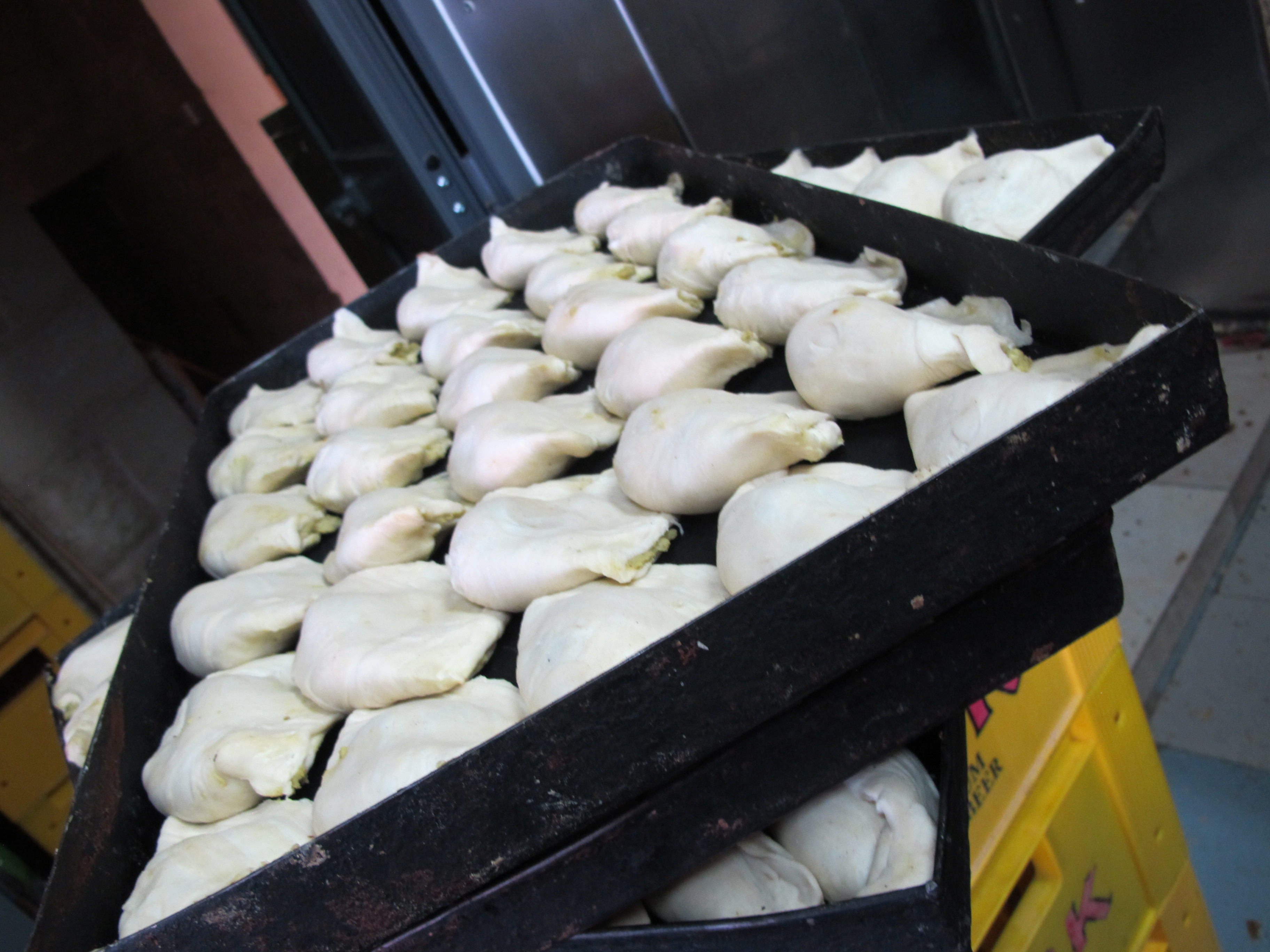
Pastizzi gotowe do upieczenia

Pastizzi są zwykle w kształcie rombu lub okrągłe (znane w języku maltańskim jako pastizzi tax-xema) i wykonane z ciasta bardzo podobnego do greckiego filo (chociaż istnieje również wersja z ciastem francuskim). Ciasto jest składane na różne sposoby w zależności od nadzienia, jako sposób identyfikacji. Tradycyjnie ciastka serowe (nadziewane ricottą) są składane do środka, a ciasteczka z groszkiem są składane na bok. Zazwyczaj piecze się je na metalowych tacach w piekarnikach elektrycznych lub gazowych w pastizzerija, zwykle małej lub rodzinnej firmie. Sprzedawane są również w barach, kawiarniach i u ulicznych sprzedawców. Są popularnym śniadaniem w wioskach położonych z dala od centrum wyspy.

## Eksport kulinarny
Pastizzi są również produkowane przez społeczności imigrantów z Malty w Australii, Kanadzie, Wielkiej Brytanii i USA. Pierwsza pastizzeria w Szkocji została otwarta w 2007 roku.

## Pastizzi w języku maltańskim
Z racji swej popularności słowo „pastizzi” ma wiele znaczeń w języku maltańskim. Jest używany jako eufemizm dla żeńskiego narządu płciowego, ze względu na jego kształt, oraz na określenie kogoś jako „pushover” (popychadło, ofiara, łajza, cipa). Maltański idiom jinbiegħu bħall-pastizzi (sprzedawać się jak pastizzi) jest odpowiednikiem określenia „sprzedawać się jak ciepłe bułeczki”, opisującego produkt, który wydaje się mieć niewyczerpany popyt. Rzeczy, które są jinħarġu bħall-pastizzi, wychodzą jak pastizzi, można powiedzieć, że pojawiają się w szybkim tempie, czasami zbyt szybko.